# Циндао-Цзяодун
Міжнародний аеропорт Циндао-Цзяодун (IATA: TAO, ICAO: ZSQD) — міжнародний аеропорт, що обслуговує місто Циндао в провінції Шаньдун (Китай). Він отримав схвалення в грудні 2013 року і замінив вже неіснуючий міжнародний аеропорт Циндао-Лютін, як головний аеропорт міста. Він розташований у Цзяодун, місто Цзяочжоу, за 39 кілометрів (24 милі) від центру Циндао. Аеропорт був відкритий 12 серпня 2021 року і наразі є найбільшим аеропортом у Шаньдуні, здатним обслуговувати 35 мільйонів пасажирів на рік.